# يوسوكي سايكاوا
يوسوكي سايكاوا (باليابانية: 斉川 雄介) (10 يونيو 1985 في سابورو في اليابان – )؛ هو لاعب كرة قدم ياباني سابق كان يلعب كمهاجم.

## وصلات خارجية
- يوسوكي سايكاوا على موقع رابطة كرة القدم اليابانية للمحترفين (اليابانية)